# نظرية بوفيري-ساتون للكروموسوم

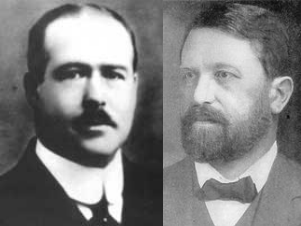

نظرية بوفيري-ساتون للكروموسوم هي مبدأ أساسي في علم الأحياء حيث أنها تنص على: "أن الجينات (المادة الوراثية) تُحمل على الكروموسومات أثناء الانقسام المنصف."و قد أضافت هذه النظرية تفسيراً واضح لأنماط الوراثة.

## عن النظرية
تنتقل الصفات من الآباء للابناء على شكل جينات محموله على الكروموسومات وكل كروموسوم يحمل جينات وصفات تختلف عن الكروموسوم الآخر. يعود الفضل باكتشاف هذه النظرية للعلماء ساتون وبوفري في العامين 1902 و 1903 حيث كان يدرس بوفري قنفذ البحر حيث وجد ان جميع الكروموسومات يجب ان تورث للابناء ليتم إنتاج جنين كامل. وقد دعم هذا الاستنتاج عمل ساتون الذي حصل عليه من خلال تجاربه على الجنادب حيث تبين معه ان الكروموسومات تنفصل خلال الانقسام المنصف وهذا دعم نظريات مندل بالوراثة. وقد تم اثبات وتاكيد هذه النظرية فيما بعد من قبل عدة علماء.

## استنتاجات ساتون وبوفري
1. يجب ان تُحمل جميع الصفات الوراثية للأبناء داخل الحيوان المنوي والبويضة حيث أنه هذه الخلايا هي الجسر الوحيد الذي يربط الأبناء بالآباء.
2. يفقد الحيوان المنوي كل ما لديه من السيتوبلازم خلال عملية النضج.
3. توجد الكروموسومات على شكل ازواج.
4. عند اندماج الحيوان المنوي مع البويضة ينتج كائن جديد يحمل خليط من صفات الأبوين.
5. تنقسم الكرموسومات خلال انقسام الخلايا.
6. تنعزل الصفات خلال الانقسام المنصف.
7. تنعزل الكروموسومات بشكل منعزل عن بعضها وبشكل مستقل.